# إدوين براينت (سياسي)
إدوين براينت (بالإنجليزية: Edwin Bryant)‏ هو صحفي وسياسي أمريكي، ولد في 1805، وتوفي في 16 ديسمبر 1869.